# Bukowiec (Nowy Tomyśl)
Pour les articles homonymes, voir Bukowiec.
Bukowiec (prononciation : [buˈkɔvjɛt͡s]) est un village polonais de la gmina de Nowy Tomyśl dans le powiat de Nowy Tomyśl de la voïvodie de Grande-Pologne dans le centre-ouest de la Pologne.
Il se situe à environ 9 kilomètres à l'est de Nowy Tomyśl (siège de la gmina et du powiat) et à 48 kilomètres à l'ouest de Poznań (capitale régionale).

## Histoire
De 1793 à 1918, Bukowiec fait partie de l'arrondissement de Kosten jusqu'en 1818 puis de l'arrondissement de Buk jusqu'en 1887 puis de l'arrondissement de Neutomischel dans le district de Posen au sein de la province de Posnanie.
De 1975 à 1998, le village faisait partie du territoire de la voïvodie de Poznań.

Depuis 1999, Bukowiec est situé dans la voïvodie de Grande-Pologne.
Le village possède une population de 1 020 habitants en 2006.